# 和声功能
在音乐中， 和声功能 （简称功能）  是用于表示和弦 或音级 与音调中心关系的术语。 当今，存在两种主要的调式功能理论： 
- 胡戈·里曼 （Hugo Riemann）在1893年的《简易和声学》（Vereinfachte Harmonielehre）中创建的德国里曼理论很快获得了国际成功（1896年被译为英语和俄语，1899年被译为法语） [3]并且是严格意义上的正式的和声功能理论。 [4] 里曼描述了三个抽象的调性“功能”——主功能、属功能和下属功能，他们分别用字母T，D和S作为缩写，他们通过或多或少的变化可以用来表示调性中任何一个音级上所建立的和弦。 [5] 直至今日，许多经过改进的里曼理论的变体，仍然在德语国家、北欧国家、东欧国家以及中国大陆等多地被广泛用于和声教学与分析中。
- 维也纳理论的特征是使用罗马数字来表示和弦的根音在音阶中的音级位置，这是由西蒙·塞克特 （ Simon Sechter） ， 阿诺德·勋伯格 （ Arnold Schoenberg） ， 海因里希•申克 （ Heinrich Schenker）等人所发展的理论，[6]在当今的部分西欧国家和包括美国在内的主要英语国家使用的主要和声理论就是这个理论的各种变体。 这个理论的起源并没有明确涉及调性功能。 它主要研究和弦在和声进行中与其主音的关系，这种关系通常符合五度圈。 这种本来可以被称作“功能”的概念在1954年勋伯格的一篇题为《和声的结构功能 》（Structural Functions of Harmony）的简论文中变得十分明显，改论文主要论述了在一般“单一调性”（monotonality）情况下的和声进行。 [7]

两种理论都在让-菲利普·拉莫 （ Jean-Philippe Rameau）的理论中找到了灵感的一部分，首先是拉莫1722年的《和声学基本原理》（Traité d'harmonie）。  即使和声功能的概念在1893年之前还没有被正式命名为“和声功能”，但它也可以被证明存在于该日期之前的许多和声理论中，无论是显性的还是暗含的。 音乐中该术语的早期用法（不一定是此处所所指的含义，或仅是沾点儿边儿）包括1844年Fétis的《Traitécomplet de lathéorie et de la pratique de l'harmonie》、1855年Durutte的《 Esthétique musicale 》 以及1862年Loquin的（ 《Notions élémentaires d'harmonie moderne》 等。 
功能的概念得到了进一步延伸，有时用来翻译古代的一些概念，如古希腊语中的“dynamis”，或在中世纪拉丁语中的“qualitas”等等。

## 概念的由来
和声功能的概念起源于关于纯律的理论。 人们认识到，彼此相距五度的三个完美的大三和弦，以纯律的一种可能形式产生了大调音阶的七个音级。例如，三和弦F–A–C、C–E –G和G–B–D（分别为C大调的下属和弦、主和弦和属和弦）产生了C大调音阶的七个音级。 这三个三和弦很快被认为是大调调性中最重要的和弦，其中主位于中央，属位于上方，下属位于下方。 
这种对称的构造可能是音阶的第四级音以及建立在其上的和弦被命名为“下属”音以及“下属”和弦的原因之一，即在属之下的音与和弦。 这也是和声二元论的起源之一， 二元论不仅将纯律上的音阶描述为对称结构，还将小调调性描述为大调调性的负和声倒影。 二元论最早的史料记载是从16世纪开始的。 

## 德国功能理论
“功能和声”一词，源于里曼，具体来说是他的《简明和声学》。里曼的直接灵感来源是豪普特曼（Moritz Hauptmann）的调性辩证观。里曼描述了三种抽象的功能：主、属、下属。他还认为小音阶是大音阶的倒影，所以属音在大调中是主音上五度，而在小调中是下五度；同理，下属音在大调中是主音下方五度（或上四度），小调中相反。
尽管里曼的理论复杂，但特别是在德语影响范围内还是引起了巨大轰动。就这一点而言，Hermann Grabner的教科书是个很好的例子。后来的德语理论家抛弃了里曼理论中最复杂的大小调二元论，并认为无论在大调还是小调中，属音都是主音上五度，下属音则上四度。

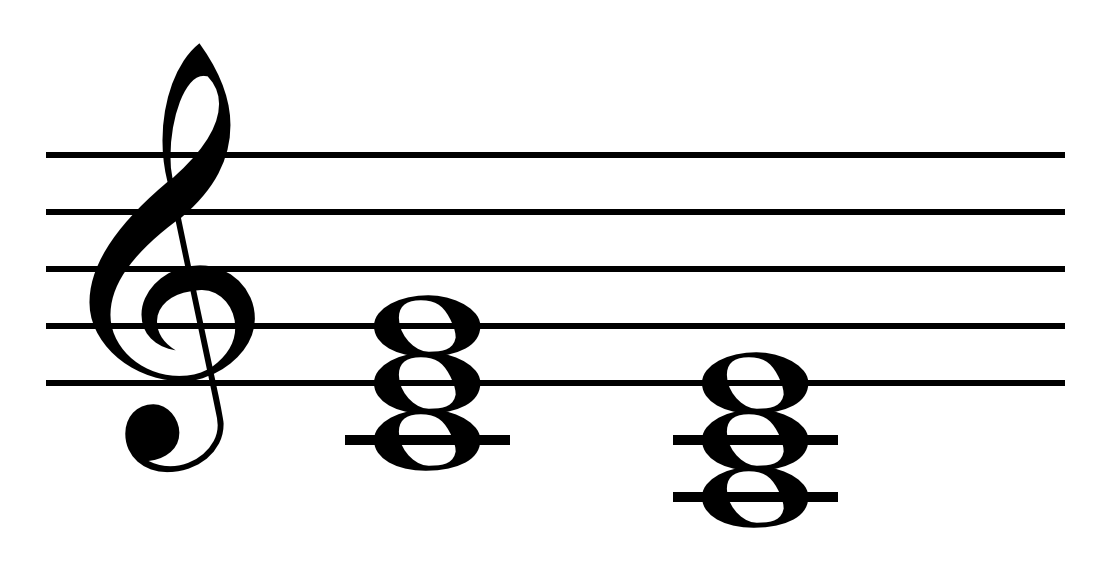
C大调中的主三和弦及平行和弦（T、Tp）：C大三和弦（CM）和a小三和弦(Am) 链接=|关于这个声音 。

Diether de la Motte改良版的里曼理论，三个功能用字母T、D、S表记，分别指主、属、下属。大调用大写字母（T、D、S），小调用小写字母（t、d、s）。原则上每种功能都能用三种和弦实现，不只是功能对应音级的三和弦，还有上下三度处的和弦，可另加字母表示。附加P（或p）表示平行（德语Parallel，英语relative）和弦——例如Tp表示主大和弦的平行小和弦（如a小和弦之于C大和弦），tP表示主小和弦的平行大和弦（如♭E大和弦之于c小和弦）等。另一种和弦附加G或g（德语Gegenparallelklang或Gegenklang，反平行），比如tG即是主小和弦的反平行大和弦（如♭A大和弦之于c小和弦）。
相距三度的三和弦之间的关系源于它们仅有一个音不是共同的。此外，在自然音阶里，相距三度的两个三和弦必然调式相反。在大小调各功能音级一致的简化版理论中，音阶I到VII各级上的三和弦的功能可总结为下表（小调II级、大调VII级的减三和弦被看作是无根音的和弦）。III级和VI级和弦与其上下相距三度的和弦具有同样功能，但其中一个不常用，表中放入括弧。
|      | 音级      | I   | II | III                 | IV  | V   | VI                | VII |
| 功能 | 大调 小调 | T t | Sp | Dp / (Tg) tP / (dG) | S s | D d | Tp / (Sg) sP / tG | dP  |

末尾字母表示和弦性质。如大调II级的Sp指出：II级是下属大（S）的平行小（p）。小调的大VI级是唯一一个sP（下属小的平行大）和tG（主小的反平行大）这两种功能同等可行的音级。其他符号（此处不讨论）用来指示变和弦、无根音和弦、副属和弦等。和声序进里的VII级（如I-IV-VII-III-VI-II-V-I）有时直接用罗马数字表示——大调中，就可以记作T-S-VII-Dp-Tp-Sp-D-T。
丹第（1903）的总结与里曼的观点一致：
1. 只有一个和弦，完满的和弦，只有它能产生安定感、协调感，所以只有它才是协和的。
2. 这个和弦有两种不同形式，大的和小的，取决于它是由小三度上方大三度、还是大三度上方小三度构成的。
3. 这个和弦可以承担三种功能——主、属、下属。

## 维也纳音级理论

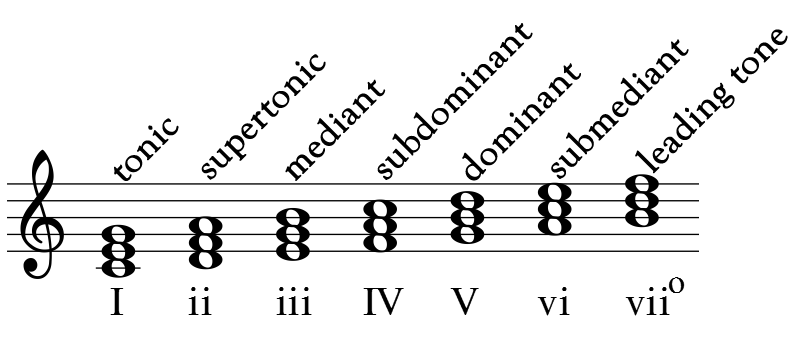
C大调中的七个音级上的三和弦，以罗马数字分析符号标注

另一方面，以Simon Sechter、申克、勋伯格等人代表的维也纳学派的“音级理论”（Stufentheorie），认为每个音级都有自己的功能，并通过五度圈来指示调中心，强调和声进行比和弦性质更重要。美国通常教授的音乐理论里，依VII级是否有独立功能的观点不同，可有六个或七个不同的功能。
“音级理论”（Stufentheorie）强调七个音级的功能独立性。此外，不同于“功能理论”（Funktionstheorie）中首要的和声模型I-IV-V-I进行，“音级理论”强烈依赖I–IV–VII–III–VI–II–V–I的下五度圈。——Eytan Agmon

## 术语比较
| 音级名称 | 罗马数字 | 德语功能                                   | 中文翻译           | 德文缩写                  |
| -------- | -------- | ------------------------------------------ | ------------------ | ------------------------- |
| 主       | I        | Tonika                                     | 主                 | T                         |
| 上主     | ii       | Subdominantparallele                       | 下属平行           | Sp                        |
| 中       | iii      | Dominantparallele or Tonika-Gegenparallele | 属平行或主反平行   | Dp/Tg                     |
| 下属     | IV       | Subdominante                               | 下属               | S                         |
| 属       | V        | Dominante                                  | 属                 | D                         |
| 下中     | vi       | Tonikaparallele                            | 主平行             | Tp                        |
| 导       | vii°     | verkürzter Dominantseptakkord              | [不完整的属七和弦] | {\displaystyle /\!\!\!}D7 |

## 进一步阅读
- Imig, Renate (1970). System der Funktionsbezeichnung in den Harmonielehren seit Hugo Riemann. Düsseldorf: Gesellschaft zur Förderung der systematischen Musikwissenschaft. [德语]
- Rehding, Alexander: Hugo Riemann and the Birth of Modern Musical Thought (New Perspectives in Music History and Criticism). Cambridge University Press (2003). 。 ISBN 978-0-521-82073-8 书号   978-0-521-82073-8 。
- Riemann, Hugo: Vereinfachte Harmonielehre, oder die Lehre von den tonalen Funktionen der Akkorde (1893).  ASIN：B0017UOATO。
- Schoenberg, Arnold: Structural Functions of Harmony. W.W.Norton & Co. (1954, 1969)） ISBN 978-0-393-00478-6    ， ISBN 978-0-393-02089-2    。